# Victoria (2016)
Victoria (bra: Na Cama com Victoria) é um filme dirigido por Justine Triet sobre uma advogada criminal parisiense que vive sobre pressão de seu ex-marido, que era um traficante de drogas, e seu amigo perdedor. Foi exibido na seção Semana Internacional da Crítica no Festival de Cannes 2016. No Brasil, foi apresentado pela California Filmes no Festival Varilux de Cinema Francês 2017. Também foi apresentado gratuitamente no Festival Varilux Em Casa 2020.

## Elenco
- Virginie Efira - Victoria Spick
- Vincent Lacoste - Sam
- Melvil Poupaud - Vincent
- Laurent Poitrenaux - David
- Laure Calamy - Christelle
- Sophie Fillières - Sophie
- Alice Daquet - Eve
- Emmanuelle Lanfray

## Recepção
Na França, o filme tem uma nota média de 4/5 no AlloCiné calculada a partir de 38 resenhas da imprensa. No site agregador de críticas Rotten Tomatoes, 83% das 12 resenhas dos críticos são positivas, com uma classificação média de 6,2/10. O Metacritic, que usa uma média ponderada, atribuiu ao filme uma pontuação de 58 em 100, baseado em 5 críticos, indicando críticas "mistas ou médias".